# Alexander Korda
Alexander Korda, rodným jménem Sándor László Kellner (16. září 1893, Túrkeve – 23. leden 1956, Londýn) byl maďarsko-britský filmový producent a režisér, který se zásadním způsobem zasloužil o rozvoj britského filmového průmyslu.

## Život
Začínal jako budapešťský novinář. V roce 1914 založil filmový časopis Pesti Mozi. Ve stejném roce se pokusil prvně točit. Roku 1917 se stal spolumajitelem a manažerem firmy Corvin, jednoho z největších maďarských filmových studií své doby. Pod jeho vedením zde vzniklo 20 celovečerních filmů. Korda opustil Maďarsko v roce 1919, kvůli tehdejším politickým zmatkům za vlády Bély Kuna. Odešel do Vídně, kde pracoval ve filmových studiích hraběte Saši Kolowrata, a pak do Berlína, kde natočil několik filmů pro ateliéry Ufa. Tím upoutal pozornost Hollywoodu.
Dostal nabídku a v letech 1927-1930 v Hollywoodu skutečně působil, jako režisér. Nejvíce zaujal snímkem The Private Life of Helen of Troy (Soukromý život Heleny Trojské, 1927). V roce 1931 se však vrátil do Evropy a usadil se v Londýně. Viděl zde větší šanci prosadit se jako producent. Založil brzy vlastní produkční firmu London Film Productions a film Soukromý život Jindřicha VIII. vzbudil pozornost i v zahraničí. Následovalo několik velmi nákladných filmů s historickou tematikou: Catherine the Great (1934), The Scarlet Pimpernel (1935), Elephant Boy (1937), The Ghost Goes West (1936), Rembrandt (film, 1936). Roku 1936 získal britské občanství.
Výpravné kostýmní filmy však byly finančně rizikové a v roce 1939 nebyl Korda schopen situaci dál finančně utáhnout. Britskou firmu tak zavřel a vrátil se načas do Holllywoodu, kde vyprodukoval pár filmů. Do Británie se vrátil roku 1942. Ihned mu byl udělen rytířský titul jakožto prvnímu představiteli filmového průmyslu vůbec. Firmu London Film Productions oživil v polovině 40. let. Sestavil nový tým a na konci 40. let a v první polovině 50. let to byl znovu Korda, kdo vyprodukoval klíčové snímky britské kinematografie: The Third Man (Třetí muž, 1949), The Wooden Horse (Dřevěný kůň, 1950), Seven Days to Noon (Sedm dní do poledne, 1950), The Sound Barrier (Zvuková bariéra, 1952), Richard III. (1955), a to navzdory opakujícím se finančním neúspěchům.